# Richard J. Roberts
Richard J. Roberts, född 6 september 1943 i Derby, Storbritannien, är en brittisk biokemist. Roberts tilldelades, tillsammans med Phillip Allen Sharp, Nobelpriset i fysiologi eller medicin 1993, för sina upptäckter av introner i eukaryotisk DNA.
Upptäckten innebär att nukleotid-sekvensen för en gen kan innehålla sekvenser, så kallade introner, som inte översätts till aminosyror i den slutliga produkten av genen, proteinet. I processen att tillverka proteinet, proteinsyntesen, splittras den ursprungliga sekvensen, som kopierats till budbärar-RNA, upp i bitar och sätts ihop igen utan de ursprungliga intron-sekvenserna, innan proteintillverkningen sker. Denna uppsplittring och ihopsättning kan ske på olika sätt vilket medför att en och samma gen kan ge upphov till flera olika proteiner.
År 2007 tilldelades han Gabormedaljen.